# Museu da Imagem e do Som de Campinas
O Museu da Imagem e do Som (MIS) é um museu público focado em difundir e preservar o acervo da memória audiovisual da cidade de Campinas. Está localizado no Centro, na Rua Regente Feijó, 859 - Palácio dos Azulejos.
A fundação abrange setores de áudio e vídeo, além de fotografia, música, equipamentos e educação patrimonial. Frequentemente ocorrem cursos gratuitos, palestras, exposições fixas e itinerantes e ciclos gratuitos de cinema, atuando assim, como um importante e democratizado ponto cultural e educativo da cidade.

## História
O Museu da Imagem e do Som de Campinas foi idealizado a partir de um grupo de fotógrafos, cineastas e cineclubistas da região, liderados por Henrique de Oliveira Júnior e Dayz Peixoto Fonseca. O espaço, através da Lei Municipal 4.576/1975 de 30 de dezembro de 1975, que dentre outras iniciativas criou a Secretaria Municipal de Cultura, foi oficialmente viabilizado pelo poder público na difusão, preservação e produção audiovisual da cidade. Do ponto de vista legal, o MIS é regido especificamente pelo Decreto Municipal 14.844, de 3 de agosto de 2004.
O objetivo era preservar e reunir, sistematicamente, a memória audiovisual de Campinas e região, cujas peças vinham sendo guardadas de maneira isolada, em outros museus da cidade, e em outras instituições públicas municipais ou mesmo integrando coleções particulares.
Hoje o Museu da Imagem e do Som de Campinas agrega funções educativas (com cursos gratuitos), e de lazer cultural, sendo um valioso ponto de debates e palestras, além de ser o último cineclube no centro da cidade de Campinas depois do fechamento do Cine Paradiso, que funcionou entre 1983 e 2009, famoso na região por exibir filmes do circuito alternativo.
Atualmente, o Museu da Imagem e do Som (MIS) de Campinas tem sua sede no Palácio dos Azulejos, patrimônio nacional, estadual e municipal, foi tombado pelo IPHAN (1967), CONDEPHAAT (1981) e Conselho de Defesa do Patrimônio Artístico e Cultural de Campinas (CONDEPACC) (1988).

### Diretores do MIS
- 1975 – 1979: Henrique de Oliveira Jr.
- 1979 – 1987: Days Peixoto Fonseca
- 1987 – 1989: Carlos Rafael Vasconcellos
- 1989 – 1990: Suzana Barretto Ribeiro
- 1991 – 1993: Orestes Augusto Toledo
- 1994 – 2001: Sônia Aparecida Fardin
- 2001 – 2002: Maria do Carmo Cassaniga
- 2002 – 2015: Adriana Verri Maciel
- 2015 - 2025: Alexandre Sônego de Carvalho
- 2025 - presente: Mauro Antonio Guari

### Endereços do MIS
- 1975 – 1976: Subsolo do Palácio dos Jequitibás - Avenida Anchieta, 200, Centro
- 1976 – 1987: “Cinema de Arte” no Cine Teatro Castro Mendes, Rua Conselheiro Gomide, 62, Industrial
- 1976 – 1991: Centro de Convivência Cultural de Campinas - Praça Imprensa Fluminense, s/n, Cambuí
- 1991 – 1992: Rua Regente Feijó, 824, Centro
- 1993 – 1994: Rua Doutor César Bierrenbach, 201, Centro
- 1993 – 1996: Casarão do Lago do Café - Avenida Doutor Heitor Penteado, 2145, Parque Taquaral
- 1996 - presente: Palácio dos Azulejos – Rua Regente Feijó, 859, Centro

## Acervo
O acervo do Museu da Imagem e do Som (MIS) de Campinas constitui-se de fotos, filmes, negativos, vídeos, slides, discos, fitas e objetos sobre a história social e cultural da cidade de Campinas e região, e se apresenta em cinco diferentes linguagens: Audiovisual (cinema e vídeo), Fotografia, Música, Tecnologia e Biblioteca, disponível para pesquisadores de todo o país.

### Setor de acervo fotográfico
Composto 75 coleções e aproximadamente 35.000 imagens, retratando Campinas e região desde o final do século XIX até os dias atuais.
O acervo mostra a intensa e gradual transformação urbana na cidade, os movimentos culturais, os atos administrativos de vários prefeitos e obras públicas, solenidades políticas e principalmente o povo.

### Música
O acervo de música é denominado "Discoteca Rynaldo Ciasca". Tem a função de preservação, catalogação e é constituído por 60 CDs, 900 gravações em fitas de rolo e aproximadamente 20.000 discos, dentre os quais, discos antigos de 78 rotações, LPs de vinil em 33 1/3 rotações, compactos, discos gigantes, discos curiosos, com vários furos, de diversos materiais, etc. 
Seus conteúdos se enquadram em diversos segmentos:
1. MPB
2. Óperas, árias e canções
3. Grandes intérpretes
4. Discos infantis
5. Cursos de idiomas, propagandas e programas de rádio
6. Discos humorísticos
7. Música de vários países
8. Jazz, música instrumental, trilhas de filmes e de novelas
9. Documentos sonoros de comunidades indígenas, religiosas, teses
10. Música sinfônica e camerística
11. Compositores e grupos de Campinas
12. Orquestras populares
13. Edições especiais de interesse cultural (Tacape, Série Florilegium, Marcus Pereira e outros)
14. Catálogos, revistas e fascículos para uso didático e paradidático

### Acervo tecnológico
Possui um significativo acervo com aproximadamente 400 peças, correspondentes a objetos tecnológicos de imagem e som. Formado através de doações ou obsolescência de seus materiais de uso, tornou-se um acervo histórico de tecnologia. A maioria está na exposição de longa duração, possibilitando o conhecimento da evolução de câmeras e materiais fotográficos, projetores cinematográficos, gramofones, aparelhos de TV, entre outros.

## Programas educativos/atividades
O Museu da Imagem e do Som (MIS) de Campinas realiza diversas atividades, como exposições, cursos gratuitos, palestras, debates e exibições de filmes. Há eventos são voltados tanto para educadores como para o público comum.

### Pedagogia da Imagem
Através do programa Pedagogia da Imagem o Museu da Imagem e do Som (MIS) de Campinas realiza diversas atividades educativas, com o objetivo de discutir e promover a democratização do uso dos meios de comunicação e informação e incentivar a apropriação das linguagens audiovisuais pelos setores populares.

### Circuito MIS de Cinema
Há mais de 20 anos, o MIS promove, gratuitamente, exibições e debates de filmes. A programação, feita com a participação do público, busca trazer aos espectadores diferentes linguagens e olhares cinematográficos.
As exibições dos filmes são seguidas de debates preservando assim, o espírito cineclubista.
A programação pode ser conferida neste link:
Circuito MIS de Cinema

### Exposições
As exposições no espaço se dividem em "exposições de longa duração": no piso térreo, a exposição "Memorial do Prédio" que traz a trajetória de um dos mais importantes monumentos arquitetônicos da cidade, o Palácio dos Azulejos. No piso superior, a exposição "MIS – um museu brasileiro, um museu campineiro, um museu plural" que apresenta parte do acervo do museu e a história de sua produção cultural.
- Exposições temporárias: o museu dispõe de salas para receber projetos expográficos da comunidade.
- Exposições itinerantes: diversas exposições, produzidas pelo MIS, podem ser levadas para instituições culturais e educativas da cidade.
- Ação educativa: visitas monitoradas para grupos e escolas.